# PCSK9-hämmare

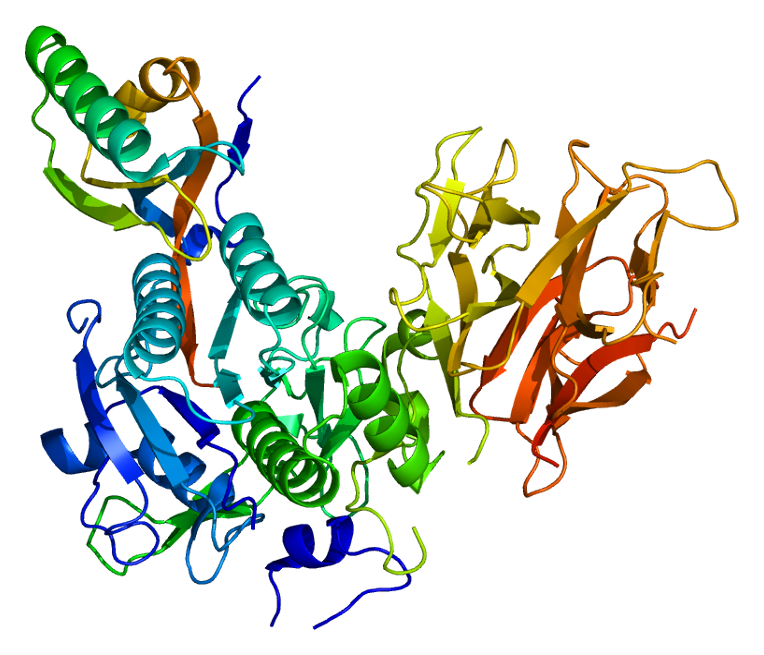
Rendering av målenzymet PCSK9

PCSK9-hämmare är en grupp kolesterolsänkande läkemedel som kan användas som enskild behandling av hyperlipidemi, men oftast som ett tillägg till behandling med statiner och ezetimib, för patienter med manifest hjärtsjukdom eller hög risk för allvarliga hjärt-kärlhändelser. PCSK9-hämmare tillhör ATC-grupp C10AX, samma kategori som ezetimib. Läkemedlen i gruppen är artificiellt framställda antikroppar mot enzymet proproteinkonvertas subtilisin/kexin typ 9. Genom inaktivering av enzymet minskar produktionen av LDL-kolesterol.
Efter att Europeiska kardiologföreningen (ESC) 2019 rekommenderat lägre målnivåer för högriskpatienter, en sänkning från <1,8 mmol/l till <1,4 mmol/l för LDL-kolesterol, har intresset för användande av PCSK9-hämmare ökat eftersom bara 20 % av svenska patienter beräknas nå målet med enbart statiner. Även kombinationsbehandling med statin och ezetimib beräknas räcka för enbart 29 %. Samtidigt är PCSK9-hämmare precis som andra antikroppsläkemedel dyra med en årskostnad runt 45 000 kronor per patient och kostnaden för att förebygga en enskild hjärtkärlhändelse i den aktuella patientpopulationen har beräknats till cirka 9 miljoner kronor.